# Zenit-3F

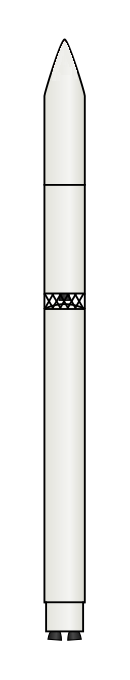
O foguete Zenit-3F.

O foguete Zenit-3F (em ucraniano, Зеніт-3F, que significa Zênite-3F), é um veículo de lançamento descartável
ucraniano, também conhecido como Zenit-3SLBF ou Zenit-2SB/Fregat, membro da família de foguetes Zenit, projetado pelo Yuzhnoye Design Bureau.
O primeiro voo ocorreu em 20 de janeiro de 2011.